# Huon (fleuve)
Pour les articles homonymes, voir Huon.
Le Huon est un fleuve et le 4e cours d'eau de Tasmanie (Australie).

## Géographie
Sa longueur est de 170 kilomètres ; elle prend sa source au sud-ouest, traverse la cité de Huonville, et débouche sur la mer de Tasman.
C'est le navigateur Antoine Bruny d'Entrecasteaux qui a donné son nom à cette rivière en 1792, en l'honneur de son second Jean-Michel Huon de Kermadec.

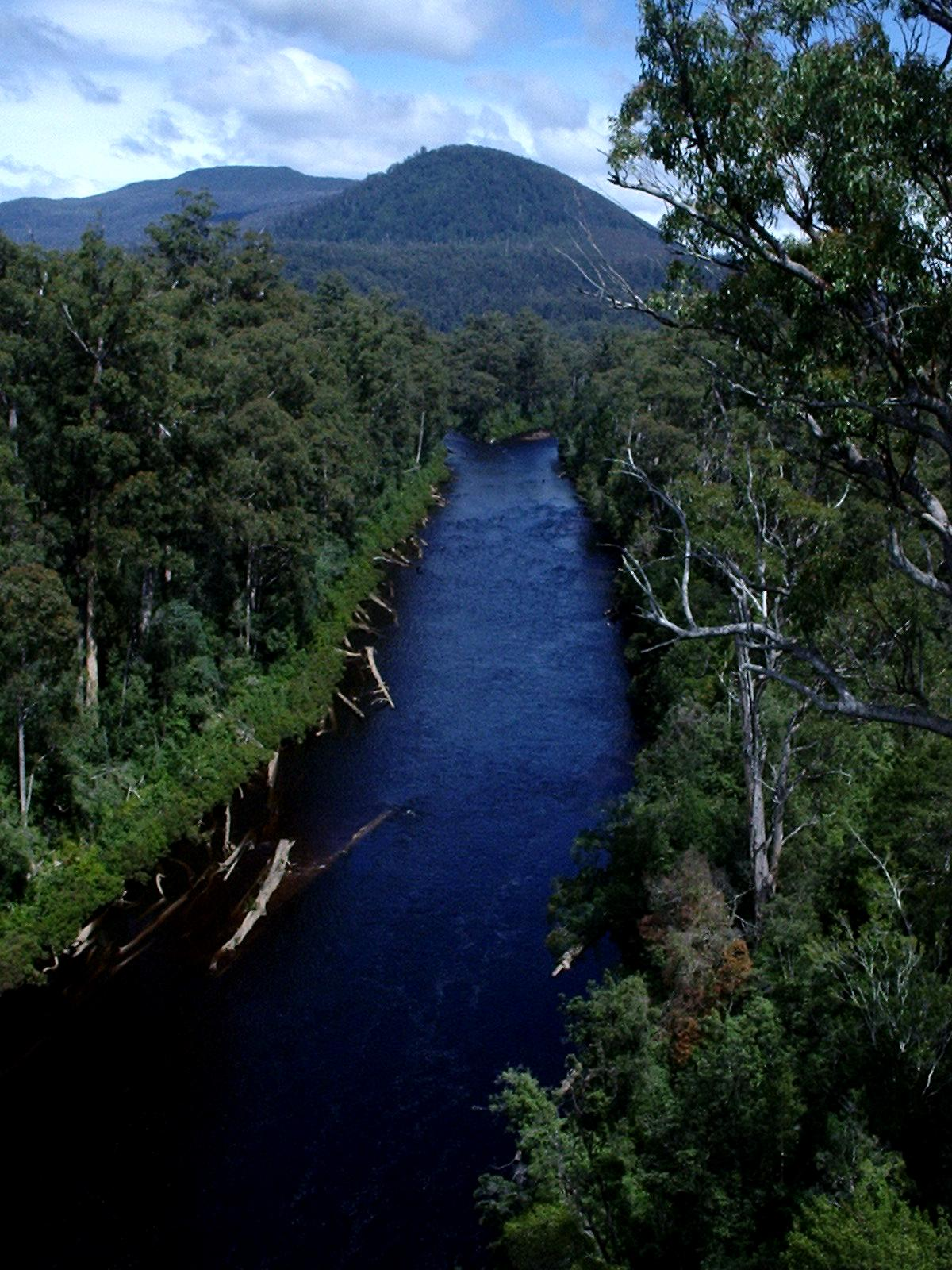
Le fleuve Huon traversant la forêt de Tahune.